# Sabrina (chanteuse camerounaise)
Sabrina, de son nom complet Wamba Kuegou Sabrina Ruth, née le 6 novembre 2001 à Yaoundé, est une chanteuse camerounaise d'afropop et d'afrobeat. Elle se fait connaître grâce à sa chanson à succès Abele en collaboration avec le chanteur Koffi Olomidé. Elle signe chez le label Afrobit Productions en 2019. Le 16 novembre 2021, elle sort son premier album intitulé Love Agenda.

## Biographie

### Jeunesse et études
Sabrina naît le 6 novembre 2001 à Yaoundé. Elle est originaire de la région de l'Ouest où elle vit une partie de son enfance avec ses grands-parents. Après l'obtention de son First Leaving School Certificate, elle retourne à Yaoundé rejoindre sa mère et entame ses études secondaires au lycée bilingue de Yaoundé.[réf. nécessaire]

### Carrière
Elle s'intéresse à la musique depuis sa petite enfance. A l'âge de huit ans, elle commence à apprendre le chant dans la chorale de l'église de Bafoussam. Puis, elle s'installe à Yaoundé. C'est au lycée bilingue d'Essos qu'elle développe vraiment ses talents de chanteuse. Plus tard, elle commence à côtoyer les petits studios de la capitale. Peu de temps après, elle est repérée par le label Afrobit Productions lors d'un casting.
Sa carrière débute en 2020 chez Afrobit Productions,. Son répertoire emprunte autant à la variété qu'à l'afropop et à l'afrobeat,.
Elle collabore en 2021 avec Koffi Olomidé sur le titre Abele qui la fait connaître du grand public en Afrique centrale et en Afrique de l'Ouest,. Ce titre est classé parmi les dix meilleures collaborations de l'artiste congolais.
Un autre de ses single, Five Star, fait son entrée à la 3e place du classement Spotify Top 50 au Luxembourg. La chanson a rejoint la onzième place des hits Afrobeats sur Boomplay au Nigeria, en Gambie et au Kenya,.
En quelques années sur la scène musicale, Sabrina commence à attirer l'attention internationale,. En février 2023, elle est invitée à Lagos pour participer aux Soundcity MVP Awards Festival, aux côtés de Davido, Burna Boy et Tems.
En 2023, Sabrina est nommée  pour la première fois au Canal 2'Or dans la catégorie Artiste féminin de musique Afro Urban.
En 2025 Sabrina est nommée aux Trace Awards dans la catégorie New Comer aux côtés de Mia Guisse, Abigail Chams, Qing Madi, Shallipopi, Nkosazana daughter et Himra.

## Discographie

### Album studio et EP
- 2021 : Love Agenda (Afrobit Productions)
- 2024 : Unstoppable (Afrobit Productions)

### Singles
- 2020 : A moi
- 2020 : La Don Go
- 2020 : Jaloux Ft. Yung Meagan
- 2021 : Catastrophe
- 2021 : Abele Ft. Koffi Olomidé
- 2022 : Maman Papa Ft. Dj Marina
- 2022 : Validée
- 2022: Five Star Ft. Martin's
- 2023: Johnny
- 2023: On The Low
- 2023: No Time
- 2024: Bad Boys feat. Guchi
- 2024: Simplicity feat Prince Nico Mbarga
- 2024: Pullover Ft. D Smoke

## Récompenses et nominations
| Année | Ceremonie                     | Récompense | Travail nommé                      | Result      |
| ----- | ----------------------------- | --- | ---------------------------------- | ----------- |
| 2022  | Critérium Africain            | Félicitations et encouragements                                                                                 | Sabrina                            | Recognition |
| 2022  | StarNews show by Orange       | Concours d'artistes Orange Cameroun                                                                             | Sabrina                            | Lauréat     |
| 2022  | Balafon Music Awards          | Espoir Trace de l’année by Mutzig                                                                               | Sabrina (Maman papa Ft. Dj marina) | Lauréat     |
| 2022  | The Public Vision Awards      | Révélation musicale de l'année                                                                                  | Sabrina                            | Lauréat     |
| 2023  | SGBC awards                   | New comer female artist                                                                                         | Sabrina                            | Nomination  |
| 2023  | SGBC awards                   | Meilleure collaboration                                                                                         | Sabrina (Abele Ft. Koffi Olomide)  | Nomination  |
| 2023  | Soundcity MVP Awards Festival | Invitation | Sabrina                            | Invited     |
| 2023  | Trace Awards & Festival       | Invitation | Sabrina                            | Invited     |
| 2023  | Canal 2'Or                    | Artiste feminin de musique Afro Urban                                                                           | Sabrina                            | Nomination  |
| 2024  | Balafon Music Awards          | Voix féminine de l’année, Meilleur clip vidéo (My Africa), Meilleure Reprise (Simplicity de Prince nico Mbarga) | Sabrina                            | Nomination  |
| 2025  | Trace Awards                  | Best Newcomer                                                                                                   | Sabrina                            | Nomination  |